# آدم ديفيد ميلر
آدم ديفيد ميلر (بالإنجليزية: Adam David Miller)‏ هو شاعر أمريكي، ولد في 8 أكتوبر 1922 في سانت جورج في الولايات المتحدة.